# Han Lei
Han Lei  (chinois : 韩磊; 23 février 1968), aussi connu comme Sen Buer  dans la Chine continentale est un chanteur réputé, Mongolie intérieure. Il est né à Hohhot , et il est président, honoraire de la Fédération de la Mongolie intérieure des jeunes .

## Biographie
Né le 23 février 1968, son père est un ancien combattant de la guerre de libération, mère d'origine, mongole est  enseignante préscolaire. De 1982 à 1988, il a étudie le trombone au collège affilié au Conservatoire central de musique où il a connu le chanteur chinois de mandopop-rock Wang Feng' (chinois : 汪峰 ; pinyin : Wāng Fēng), né le 29 juin 1971 à Pékin. 
Il a joué dans l' orchestre symphonique de Mongolie intérieure de 1989 à 1991. En juillet 1991, Han Lei a participé à la représentation  de « Newcomer New Voice » à Pékin , chantant «Love Moth» et en faisant ses débuts dans la musique pop chinoise. Depuis lors, Han Lei a chanté 700chansons dans les émissions télévisées.
La carrière de Han a pris de l'importance en 1997 lors du gala du Nouvel An de CCTV , interprétant une chanson intitulée "1997, AD" (chinois : 公元一九九七); in 1998 he returned to the Gala to perform "Zou Sifang" (chinois : 走四方).
En 2001, " Kangxi Dynasty " a été diffusé et la chanson thème de son chant, " Vers cinq cents ans ", a acquis la réputation de "La voix de l'empereur".
En 9 mars 2007, Han Lei a épousé Qiqige (nom chinois: Wang Yan) dans sa ville natale Hohhot. De leur union, sont nés un fils et une fille, En 2009, il a fondé sa propre entreprise de médias culturels.
Fin 2013, j'ai participé à Singer (lancé en 2014) et j'ai remporté le titre. C'est le premier champion quinquennal de l'histoire de Singer et le premier champion à six reprises. Au programme, le parolier Gilger, chanté à la sixième période, était l’autre chanteur.Avant le spectacle, il ne chantait qu’une fois au mariage. Quand j'étais chanteuse, Han Lei était également officiellement ambassadrice de l' aide sociale au programme de déformation, car elle était également une enfant de la campagne qui est restée à la maison .

## Chant de la fête du printemps
Han Lei a participé au gala du festival du printemps organisé par la télévision centrale de Chine Hunan Télévision,(chinois simplifié : 湖南卫视 ; pinyin : Húnán Wèishì)  est une chaîne de télévision privée de la Chine appartenant au groupe HBS (Hunan Brodcasting System)
- 1997年：公元一九九七 (1997)
- 1998年：走四方 (faire le tour)
- 2000年：金瓶似的小山（长号演奏） (Une bouteille d'or de collines)
- 2001年：好男儿 (homme bon)
- 2004年：实心汉子 (homme solide)
- 2008年：大雪无情人有情 (Amour impitoyable enneigé)
- 2010年：祖国万岁 (Longue vie à la patrie)
- 2014年：老阿姨 (vieille tante)
- 2015年：人间天河 (Tianhe)
- 2017年：不忘初心 (N'oubliez pas votre cœur)

## Participation àSinger
Han Lei a participé à Singer organisé par Hunan Satellite TV en 2014

### Palmarès
| Saison | Première        | Finale        | Vainqueur | Finaliste          | Troisième            |
| ------ | --------------- | ------------- | --------- | ------------------ | -------------------- |
| 1      | 18 janvier 2013 | 12 avril 2013 | Yu Quan   | Terry Lin          | N/A                  |
| 2      | 3 janvier 2014  | 11 avril 2014 | Han Lei   | GEM                | N/A                  |
| 3      | 2 janvier 2015  | 3 avril 2015  | Han Hong  | Li Jian            | The One              |
| 4      | 15 janvier 2016 | 8 avril 2016  | Coco Lee  | Jeff Chang         | Hwang Chi-yeul       |
| 5      | 21 janvier 2017 | 22 avril 2017 | Sandy Lam | Dimash Kudaibergen | Jam Hsiao            |
| 6      | 12 janvier 2018 | 20 avril 2018 | Jessie J  | Hua Chenyu         | Wang Feng            |
| 7      | 11 janvier 2019 | 12 avril 2019 | Liu Huan  | Wu Tsing-Fong      | Super-vocal finalist |

## Copyright de l'album
Guangdong Star Culture Communication Co., Ltd, éditeur de "Han Xuan Han Lei · 壹", a accusé Beijing Star Star Culture Communication Co., Ltd de "Sound of the Emperor" de porter atteinte aux droits d'auteur dans certaines de ses chansons .
Le responsable de Beijing Star Star a déclaré que les droits de distribution de "La voix de l'empereur" avaient été obtenus par des voies légales. La principale raison du différend vient du fait que l'album est sans doute plus vendu que celle produit pas Guangdong Star Culture Communication Co., Ltd,
Han Lei, par l'intermédiaire du courtier, a déclaré qu'il ne soutenait que la collecte de "Han Lei Han Lei" par Stars.